# Typhlops mucronatus
Typhlops mucronatus este o specie de șerpi din genul Typhlops, familia Typhlopidae, descrisă de Boettger 1880. Conform Catalogue of Life specia Typhlops mucronatus nu are subspecii cunoscute.